# Robinia pseudoacacia

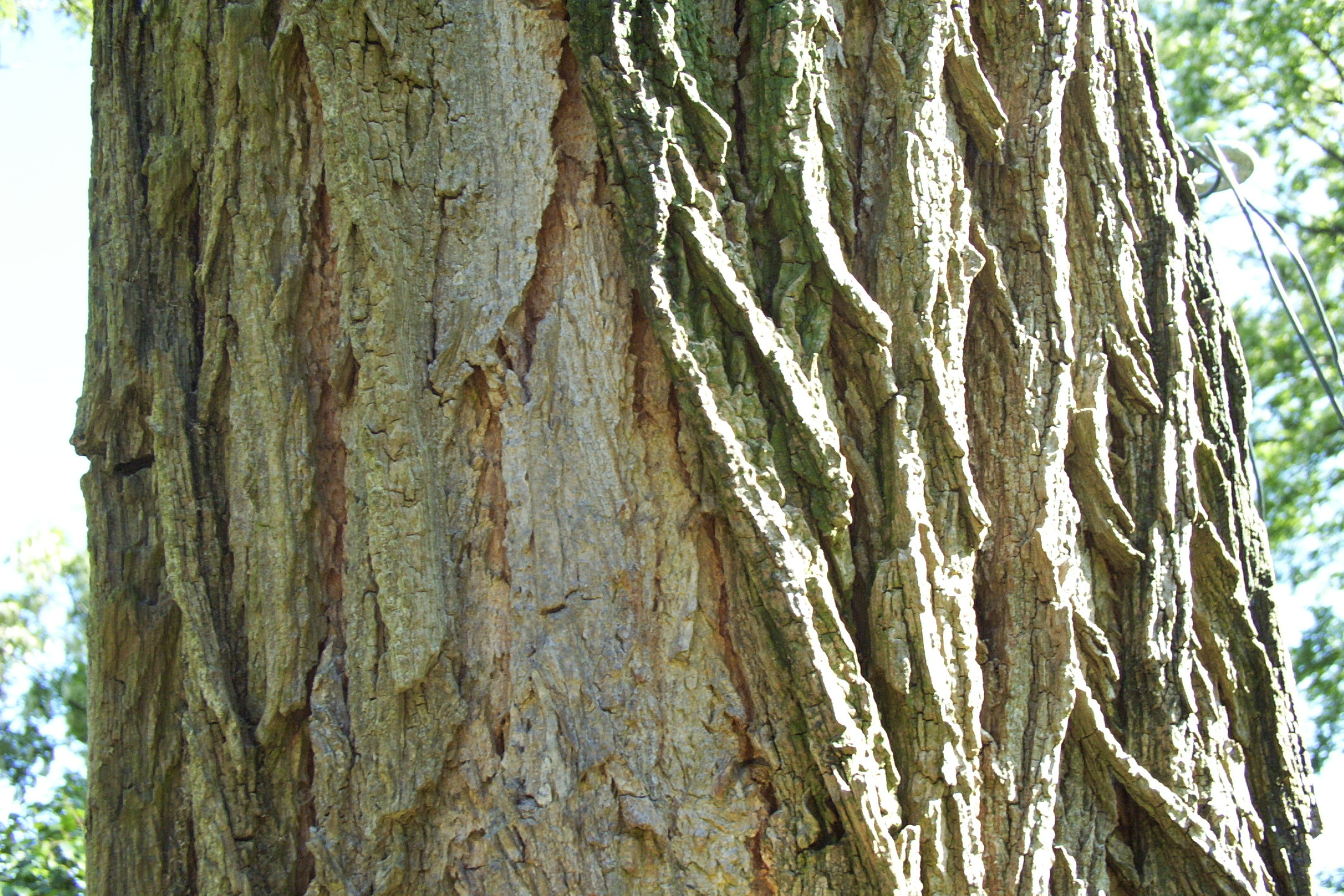
Corteza

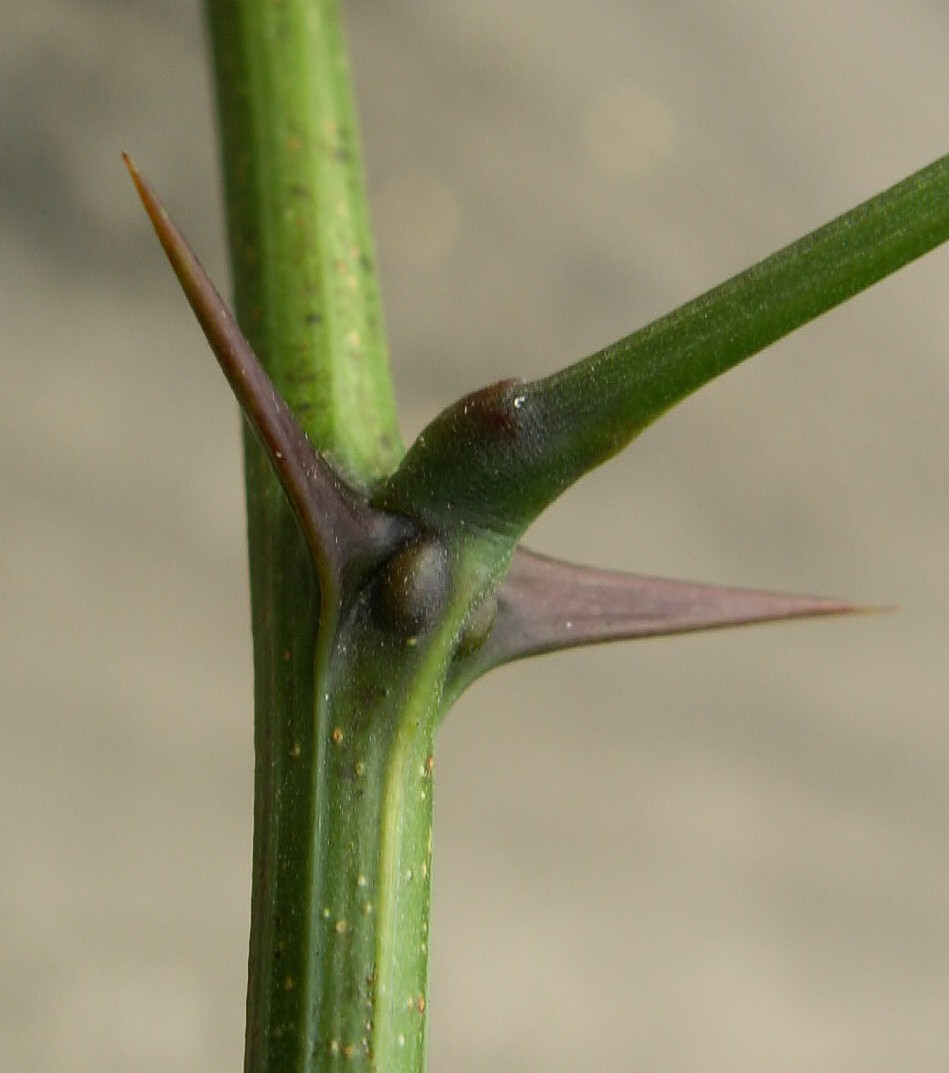
Espinas en la base del raquis foliar

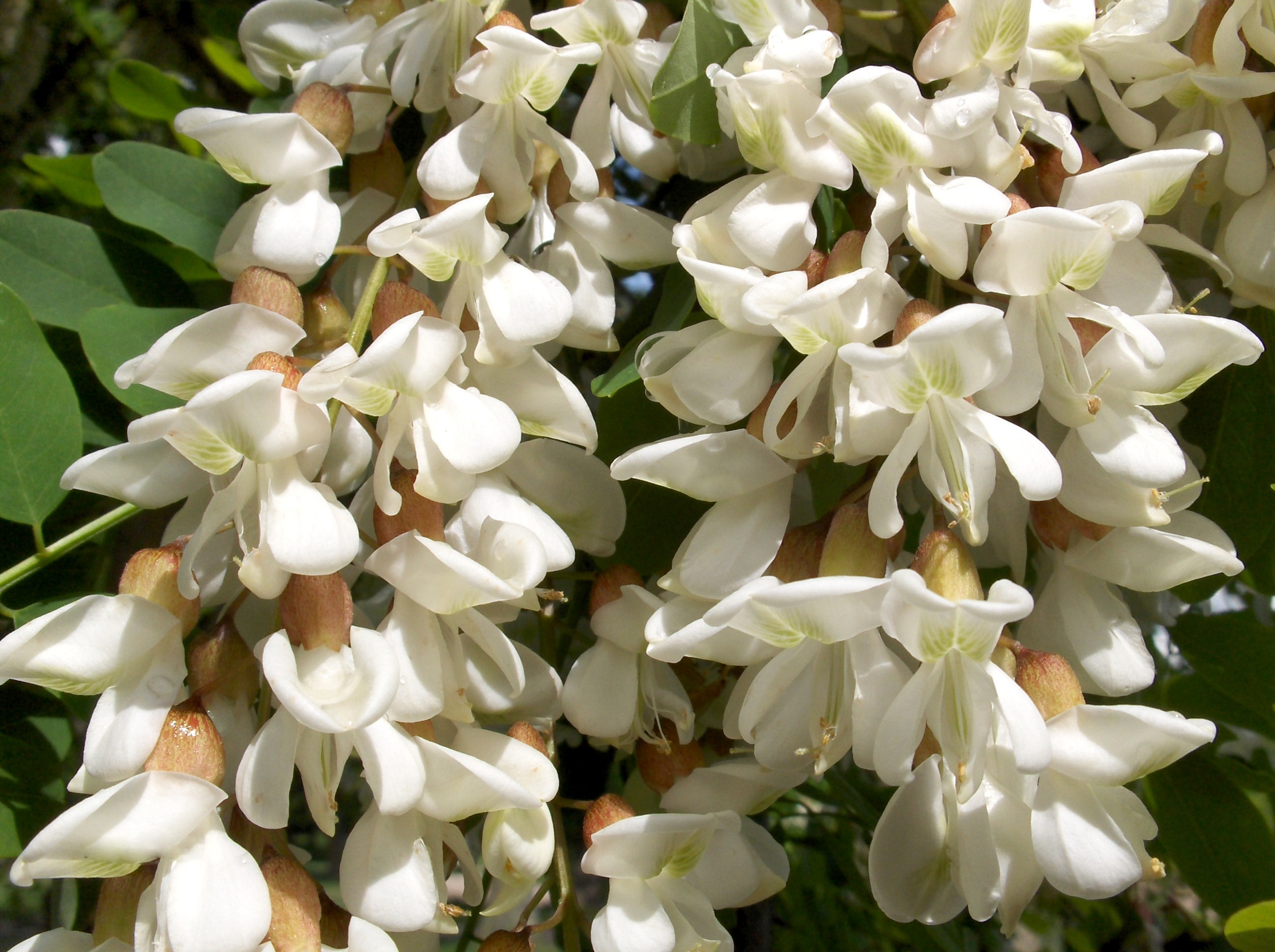
Inflorescencias.

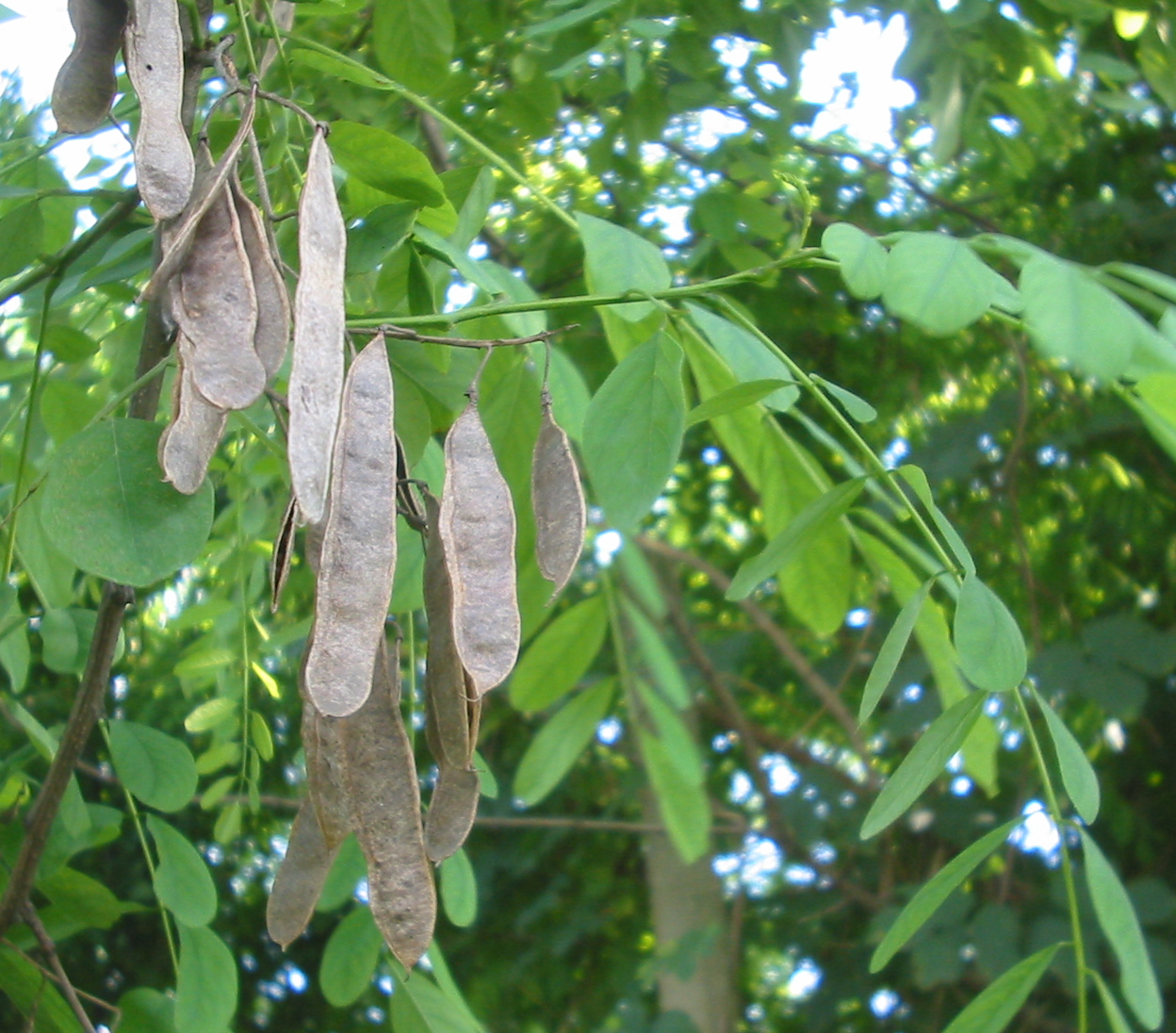
Frutos maduros in situ

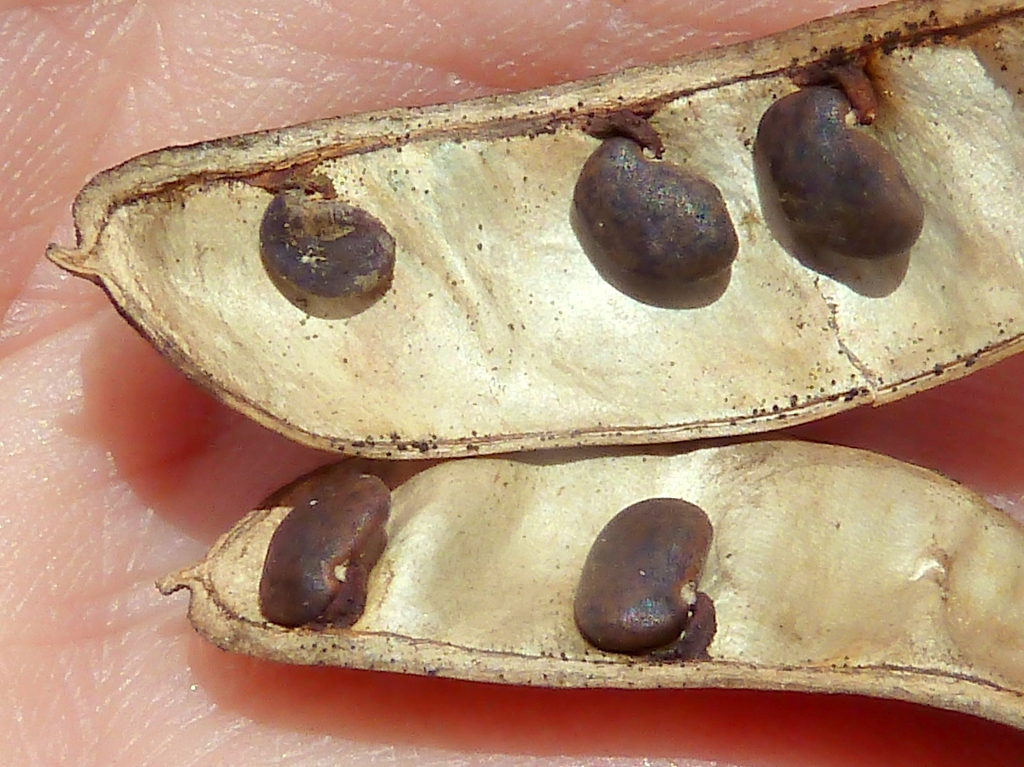
Legumbre abierta: 3 semillas in situ con sus funículos, y 2 sueltas

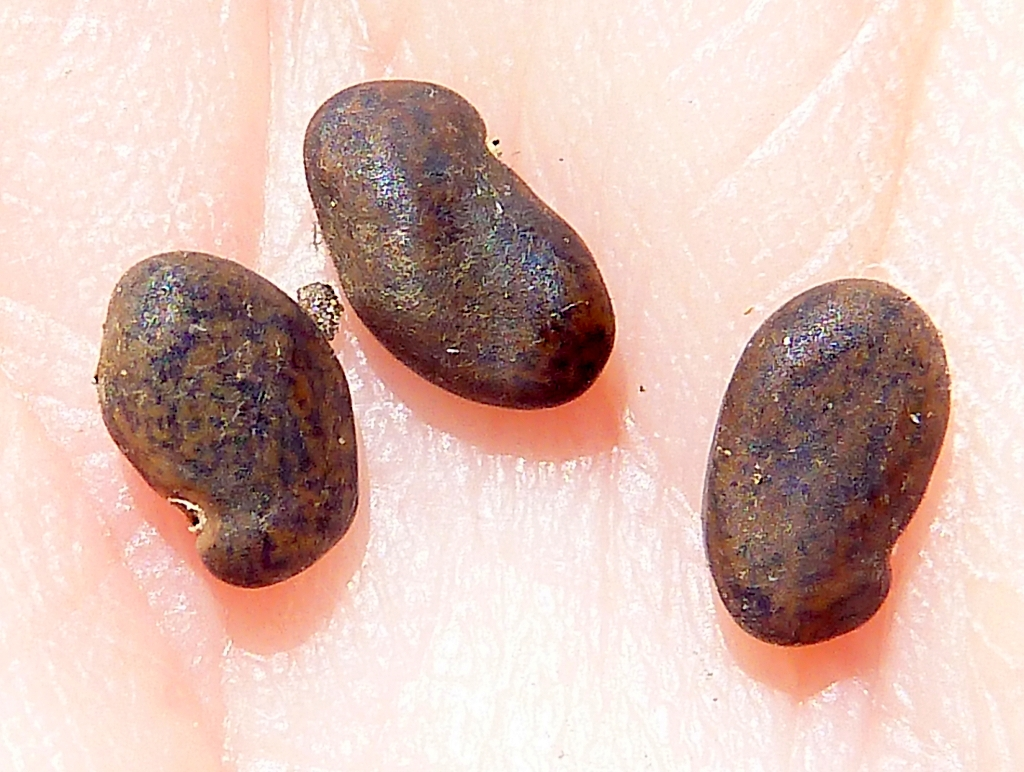
Semillas sueltas

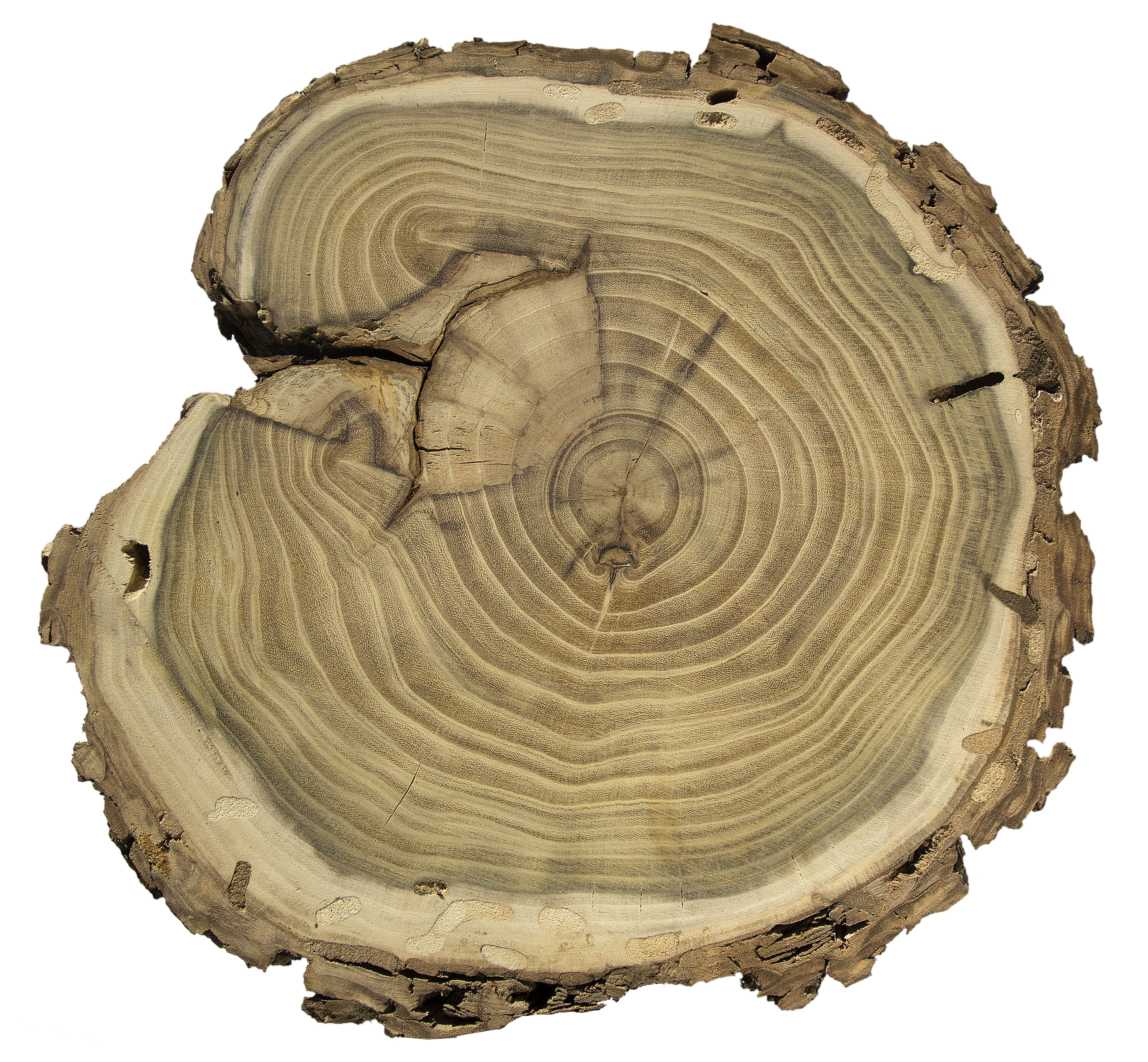
Robinia pseudoacacia - MHNT

La falsa acacia (Robinia pseudoacacia) es una especie  del género Robinia en la familia Fabaceae. Es nativa del este de Estados Unidos, aunque se ha introducido en otros países. Es, junto con Sophora japonica y Gleditsia triacanthos, una de las tres «falsas acacias» plantadas en tantas ciudades del mundo para adornar calles y parques.

## Descripción
Árbol de follaje caducifolio, de unos 25 m de altura con un tronco de diámetro inferior al metro -excepcionalmente hasta 50 m de altura y 16 dm de diámetro en muy viejos individuos- con una espesa corteza negruzca profundamente fisurada. Las hojas, con peciolo y raquis con 5 costillas agudas, tienen 10-25 cm de largo con 9-19 folíolos de 2-5 por 1,5-3 cm generalmente  mucronados, y que llevan usualmente un par de acúleos -que se desarrollan después de la caída de las estípulas lineales originales, tempranamente caedizas- en la base y de hasta 2 cm en individuos jóvenes y más cortos en los adultos; se cultivan variedades
sin espinas y con copa redondeada (Robinia pseudoacacia umbraculifera). Las flores son muy fragantes, blancas y están agrupadas en racimos péndulos de 8-20  cm y dichas flores tienen un cáliz acampanado, giboso, peludo con 5 dientes. La corola es imperfectamente papilionácea con un androceo de 10 estambres , 9 soldados en tubo y uno libre en la base. El ovario es súpero con múltiples óvulos. El fruto es una legumbre muy comprimida de 4-12 cm de largo y 1-1,5 cm de ancho, de color canela y de superficie con reticulación poligonal irregular, dehiscente por 2 valvas, con 4-10 semillas de contorno arriñonado, de color naranja oscuro/pardo con manchas irregulares negruzcas, y con funículo corto de implantación disimétrica; están dispuestas transversalmente en una sola fila. Dicha legumbre madura al final del otoño y se queda en el árbol hasta la primavera siguiente.

## Distribución
Originaria de los EE. UU., más precisamente de los montes Apalaches, se ha naturalizado en gran parte de los Estados Unidos, en el sur de Canadá y en Europa, desde el sur de Inglaterra y de Suecia hasta Grecia, Chipre, los montes del sur de Italia y de España (sobre todo en la vertiente cantábrica y en el este ). Muy frecuente en el centro de Europa: Francia, Alemania, Bélgica, Países Bajos, Rumania, Hungría, norte de Italia, Suiza y este de Austria. Se encuentra también en Turquía, Palestina, Túnez, China, Corea del Sur, Australia, Nueva Zelanda y Chile.
Esta abundantemente difundida en Argentina, donde se ha naturalizado en el medio rural. Encuentra buenas condiciones para su crecimiento en la Región de la Pradera Pampeana de República Argentina, comprendida por las provincias de Buenos Aires, Entre Ríos, Centro - Sur de Santa Fe y Córdoba, y Este de La Pampa.
En la península ibérica, la robinia tuvo un uso forestal, restringido a las zonas de clima más favorable para la especie. Las plantaciones más importantes se realizaron en el norte de la costa atlántica, en la costa cantábrica (especialmente en el este); y en el norte de la costa mediterránea , lugares en los que se naturalizó, y donde forma sotos de distinta extensión. No obstante, el uso más extendido de la robinia en la península ibérica ha sido el ornamental, especialmente en su cultivar compacto "umbraculífera" (denominación cuyo significado literal es "que crea un lugar sombreado"), que, además, tiene la ventaja de carecer de las espinas de la especie nominal. En el caso de España, a pesar de no estar incluida en el catálogo oficial de especies invasoras , tiende a combatirse.

## Taxonomía
La especie ha sido creada y descrita por Carlos Linneo y publicada en Species Plantarum, vol. 2, p. 722  , 1753.
Etimología
- Robinia: género dedicado a Jean  Robin (1550-1629), jardinero e intendente del antiguo “Jardin du Roi”, situado en la Place Dauphine (París, Francia), quien menciona por primera vez, en el “Jardin du roi très chretien Henry IV...” (1601), la falsa acacia, y su hijo Vespasien Robin (1579-1662), jardinero y asistente, quien la plantó en el “Jardin Royal des Plantes”, donde persiste desde 1635 su ejemplar.[2]
- pseudoacacia: *pseudoacacia: epíteto latín, de sentido evidente, construido a partir del prefijo griego ψευδής, falso y  ἀκακία, derivado del griego, que fue otorgado por el botánico Griego Pedanius Dioscorides (A.C. 90-40) para el árbol medicinal A. nilotica en su libro De Materia Medica.[3] El nombre deriva de la palabra griega, ἀκίς (akís, "punzante").[4]

Taxones infraespecíficos aceptados
- Robinia pseudoacacia f. dependens (Dieck) Rehder
- Robinia pseudoacacia var. pendula (Ortega) Loudon
- Robinia pseudoacacia var. pyramidalis (Pepin) C.K.Schneid.

Sinónimos
- Robinia pringlei Rose
- Robinia pseudacacia L., orth. var.
- Robinia pseudoacacia f. oswaldiae Oswald
- Robinia pseudoacacia var. pseudoacacia
- Robinia pseudoacacia var. rectissima Raber

## Citología
- Número de cromosomas: 2n=22.[5][6]

## Enfermedades
Hay unas especies de insectos minadores de las hojas de esta planta:
- Obolodiplosis robiniae, que ha llegado a Europa en 2003;
- Parectopa robiniella, que ha llegado a Europa entre alrededor de 1970 y se encuentra en la parte inferior de las hojas;
- Macrosaccus robiniella, que ha llegado a Europa en los primeros años del siglo XXI.

## Uso
- La madera se utiliza en carretería, ebanistería, tornería, etc. para hacer muebles, juegos para niños al aire libre y parqué. Tiene una elevada resistencia y una durabilidad natural muy buena. Se usa también como leña para hacer fuego o estacas. Además se usa en arquería deportiva.
- Las abejas producen con las flores de robinia una miel conocida popularmente como «miel de acacia».
- Las raíces tienen una elevada capacidad para la fijación de nitrógeno atmosférico.
- Se emplea mucho como árbol ornamental en ciudades y pueblos.
- Las flores se usan en algunos países (en Italia) para hacer postres. Hojas y semillas son tóxicas.

## Toxicidad
La robinia posee una lectina en sus semillas, que las hace tóxicas:
los caballos que consumen la planta desarrollan síntomas de anorexia, depresión, diarrea, cólicos, debilidad, y arritmia cardíaca. Los síntomas aparecen generalmente alrededor de 1 hora de haber ingerido y se requiere de la atención veterinaria inmediata.
Sólo las flores se pueden comer.

## Arboricultura

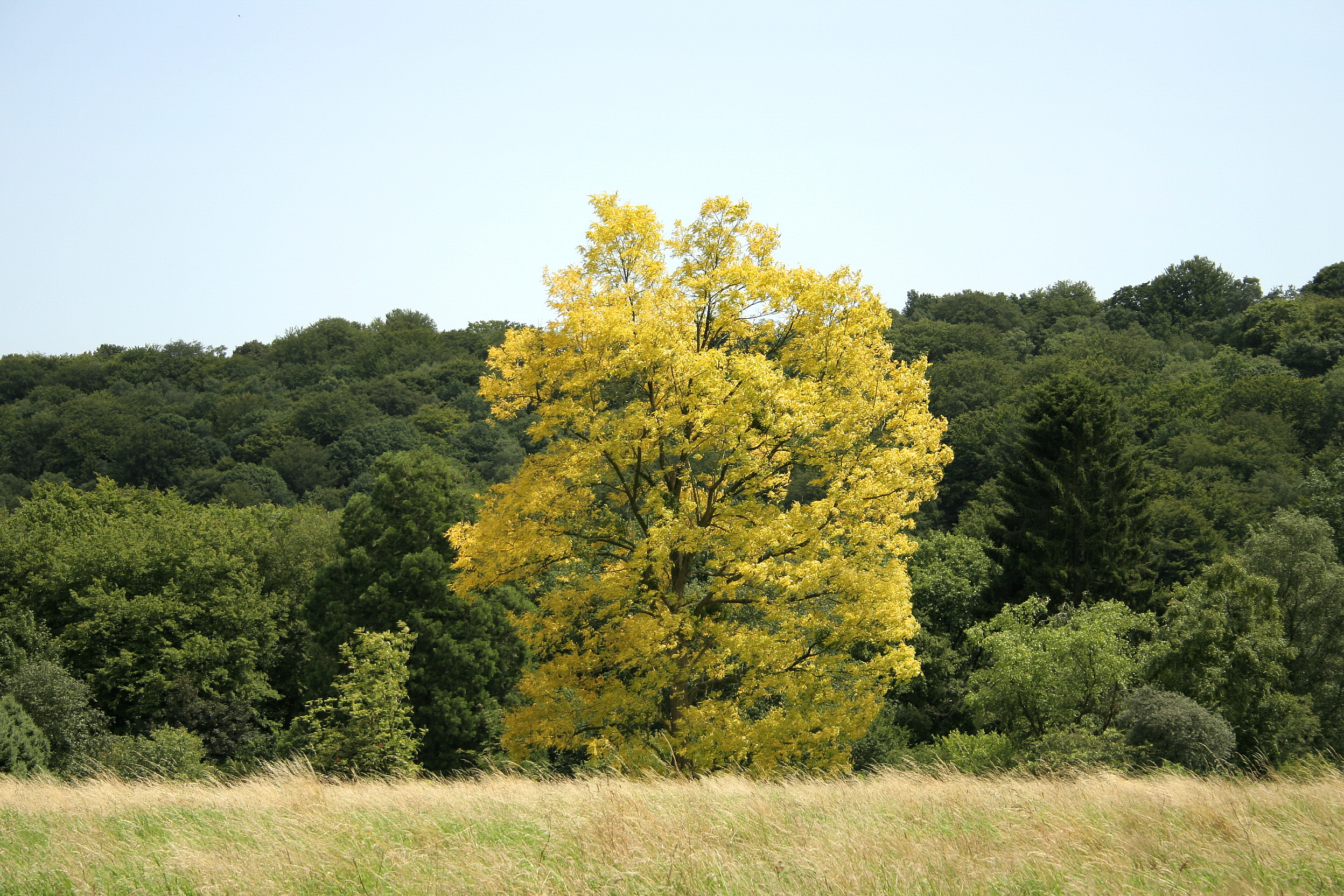
Robinia pseudoacacia cv. 'Frisia'

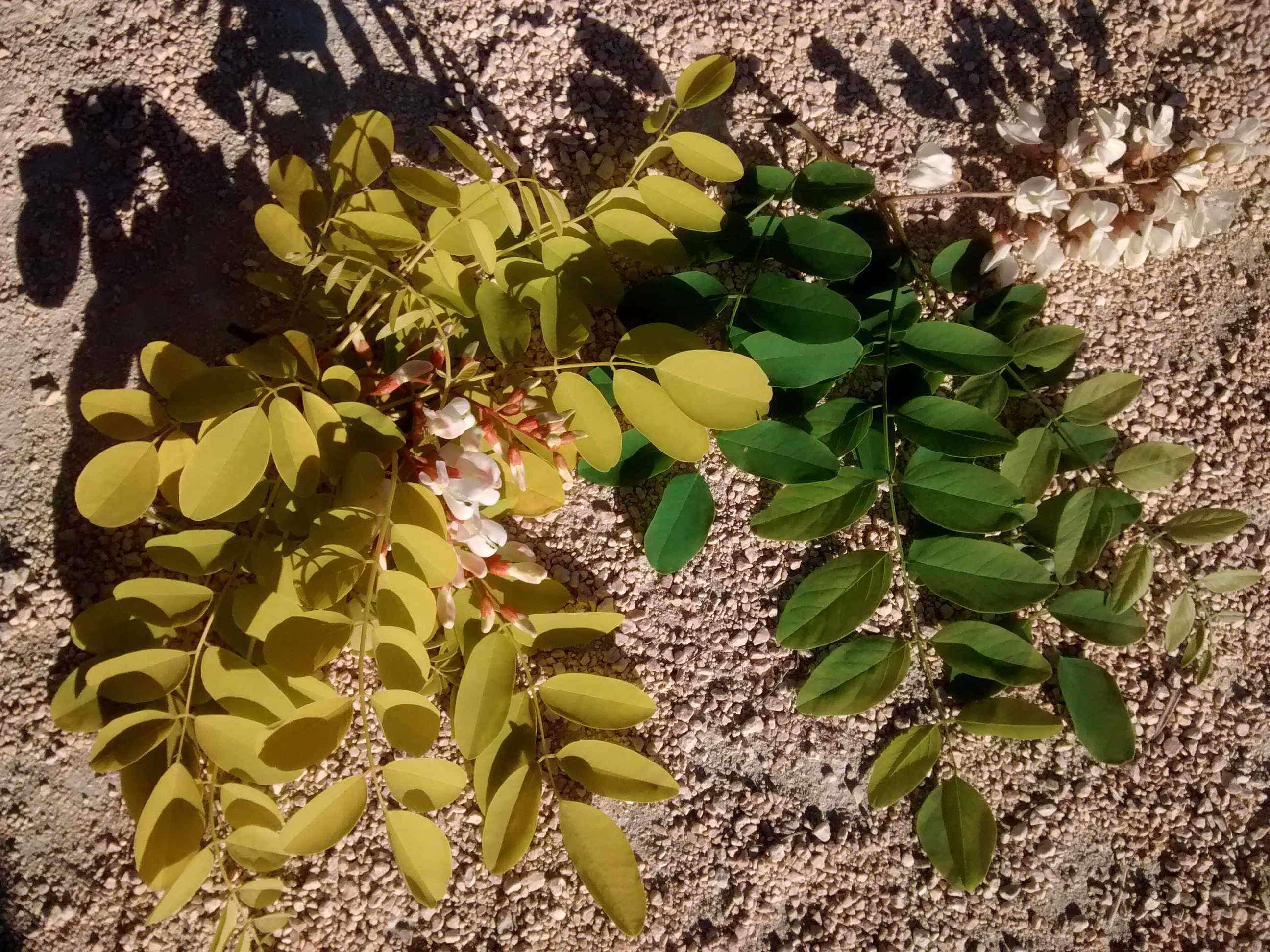
Detalle de hojas de Robinia pseudoacacia 'Frisia y Robinia pseudoacacia.

La robinia es muy usada en jardinería, sobre todo en los Estados Unidos y en Europa. Hay muchas cultivares con distintas características:
- "Bessoniana" con copa muy compacta, sin flores;
- "Casque Rouge" con flores de color rosa;
- "Frisia" con follaje verde muy claro, de precioso tono dorado;
- "Pyramidalis" o "Fastigiata" con forma piramidal;
- "Umbraculifera" con una copa muy redonda y compacta, sin espinas y flores, muy usada para alineación de calles;
- "Unifolia" con hojas de un solo folíolo de 10-15 cm de longitud o 2-4 folíolos de menor tamaño.

Los técnicos de medio ambiente urbano comparan las virtudes de la sófora (Styphnolobium japonicum) contra las de la robinia. La primera carece de espinas pero tiene el problema de que su frutos pegajosos ensucian las calles donde son plantados.
Entre otras características, la robinia acidifica el suelo y determina la pérdida de cationes al fijar el nitrógeno.

## Nombres comunes
- Castellano: acacia (12), acacia bastarda (4), acacia blanca (4), acacia blanquera, acacia de bola (2), acacia de dos púas (2), acacia de flor (2), acacia espinosa (2), acacia falsa (3), alcacia (4), alcacias, alcasia, alcazia, algarrobo, arcacia, arcazia, cacia, escasia, falsa acacia (21), llorones, mamachocho, mamachocho (flor), pampanitos, pan y quesico, pan y quesillo (6), pan y quesillos, pan y quesito (6), pan y queso (2), robinia (7), siete sayos, sopitas. Entre paréntesis, la frecuencia de las citas del vocablo en España.[8]